# Allo
Allo település Spanyolországban, Navarra autonóm közösségben. Allo Dicastillo, Lerín, Oteiza és Sesma községekkel határos. Lakosainak száma 993 fő (2024).

## Népesség
A település népessége az elmúlt években az alábbi módon változott:
| Lakosok száma | 1028 | 1072 | 1078 | 1078 | 1050 | 1019 | 980  | 968  | 939  | 993  |
|               | 2001 | 2004 | 2007 | 2009 | 2012 | 2014 | 2017 | 2019 | 2022 | 2024 |